# Albrecht Wilhelm von Pannwitz
Albrecht Wilhelm von Pannwitz auch Albrecht Wilhelm von Pannewitz (* 1. Dezember 1754 in Königsberg; † 5. Januar 1825 in Schönfließ) war ein preußischer Landrat.

## Leben

### Familie
Albrecht Wilhelm von Pannwitz entstammte dem Oberlausitz-schlesischen Uradel von Pannwitz und war der Sohn des preußischen Oberstleutnants Friedrich Wilhelm von Pannwitz (* 21. Juli 1719 in Alt-Strelitz; † 30. Januar 1790 in Schönfließ), residierender Kommendator des Johanniterordens auf Lagow, Erbherr auf Stolpe, Glienicke, Schönfließ, Trebnitz, Wulkow und Hermsdorf und dessen Ehefrau Sophie Wilhelmine Albertine (geb. von Vieregg) (* 13. April 1731 in Berlin; † 23. Oktober 1772 ebenda), Tochter von Adam Otto von Viereck; sein Großvater war der Generalmajor Wolf Adolf von Pannwitz und seine Tante war Sophie Marie von Voß, einflussreiche preußische Hofdame unter Friedrich dem Großen, Friedrich Wilhelm II. und Friedrich Wilhelm III. Er hatte noch fünf Geschwister:
- Johanna Amalia von Pannwitz (* 14. Januar 1750 in Wehlau; † 12. Oktober 1810 in Dresden), verheiratet in erster Ehe mit Johann August Heinrich von Röder († 27. April 1782),[3] Herr auf Daubitz und kursächsischer Konferenzminister; in zweiter Ehe war sie mit Detlev Carl von Einsiedel, königlich-sächsischer Konferenzminister, verheiratet; ihr Sohn aus erster Ehe war der spätere Landrat Friedrich Wilhelm Heinrich von Roeder.
- Friederike Albertine von Pannwitz (* 2. Februar 1751 in Königsberg; † 2. März 1789 in Rothenburg), verheiratet mit Karl Christian Septimus von Veltheim (* 13. März 1751 in Wolfenbüttel; † 10. November 1796 in St. Domingo)[4], Oberbergrat in Berlin, Geheimer Finanzrat und Oberberghauptmann in Rothenburg; ihr gemeinsamer Sohn war der Geologe Franz von Veltheim.
- Wolf Otto von Pannwitz (* 3. Juni 1752 in Königsberg; † 18. Februar oder Dezember 1802 in Berlin), Herr auf Schönfließ, Stolpe und Glienicke, Direktor der Offiziers-Witwenkasse sowie der Feuersozietät des Niederbarnimer Kreises, Hauptritterschaftsdirektor und Domherr von Brandenburg; verheiratet mit Sophie Henriette Karoline (geb. Bachofen von Echt) (* 2. April 1761; † 26. November 1837);
- Charlotte Sophie Wilhelmine von Pannwitz (* 18. Juni 1753 in Königsberg; † 5. April 1797), Hofdame der Prinzessin von Preußen; verheiratet mit Wilhelm Magnus von Brünneck (* 1. Mai 1727 in Bellschwitz; † 22. April 1817 in Bellschwitz), Herr auf Bellschwitz und Generalfeldmarschall;
- Friederike Sophie Christine Alexandrine von Pannwitz (* 1758 in Königsberg; † 20. August 1804 in Willkühnen), verheiratet in erster Ehe mit Gottlob Wilhelm Bernhard von Langenau (* 7. März 1737; † 10. Juni 1794), kursächsischer Generalleutnant und Inspekteur der Infanterie; in zweiter Ehe heiratete sie ihren Schwager Wilhelm Magnus von Brünneck.

Er war der Besitzer von Trebnitz, Hermsdorf, Glienicke (verkauft 1816), Zernsdorf, Stolpe, Letschin und Schönfließ und wohnte teilweise in Berlin und in Stolpe.
1801 wohnte er in Berlin Wilhelmplatz 3 (heute Wilhelmstraße 3).
Sein Nachlass befindet sich im Brandenburgischen Landeshauptarchiv.

### Werdegang
Albrecht Wilhelm von Pannwitz erhielt eine Ausbildung durch Hauslehrer und immatrikulierte sich am 22. Oktober 1772 an der Universität Frankfurt an der Oder zu einem Studium der Rechtswissenschaften, dass er 1775 an der Universität Göttingen fortsetzte.
Am 8. September 1777 erhielt er eine Anstellung als Referendar am Kammergericht in Berlin, entschloss sich aber bereits 1780, die Stelle aufzugeben und sich in der Landwirtschaft zu betätigen. Ende 1780 kaufte er ein im märkischen Dalldorf gelegenes Krug- und Bauerngut und beschäftigte sich mit dessen Bewirtschaftung; hierbei erwarb er praktische ökonomische Kenntnisse, die ihm später noch nützlich waren. Später wurde er Administrator der Flemmingschen Herrschaft im Kreis Lebus.
Ende 1786 wurde er von den Ständen des Kreises Niederbarnim als Nachfolger von Alexander Friedrich Georg von der Schulenburg, der zum Minister ernannt worden war, zum Landrat gewählt. Nachdem sein Antrag auf Befreiung von Rigorosum abgelehnt worden war, absolvierte er die Prüfung am 24. Februar 1787 im Beisein des Ministers Karl Maximilian Ferdinand von Mauschwitz, sodass er am 3. März 1787 vom König Friedrich Wilhelm III. als Landrat bestätigt wurde.
Sein Nachfolger als Landrat war Carl von Voß (1786–1864).

### Gesellschaftliches und berufliches Wirken
1792 ersteigerte Albrecht Wilhelm von Pannwitz die Herrschaft Trebnitz, das nach seinem Tod an seinen Neffen Magnus von Brünneck vererbt wurde.
Nachdem der Kirchturm der Kirche von Schönfließ 1792 bei einem Sturm beschädigt wurde, veranlasste er, dass der Turmknopf nebst Fahne und Stern wieder aufgesetzt und 1795 das Turmdach mit Eichenschindeln gedeckt wurde.
1802 wurde er durch die Kreisstände zum Feuersozietätsdirektor des Niederbarnimschen Kreises gewählt und 1806/1807 wurde er Mitglied der Kommission zur Regulierung der französischen Kriegskontributionen.
Als sich die französischen Besatzungstruppen aus der Kurmark zurückzogen, schoss er für die Bevölkerung aus eigenen Mitteln 47.000 Reichstaler vor.
In den Jahren 1811 und 1812 wurde er durch verschiedene Ministerien zum Mitglied mehrerer Kommissionen ernannt, die über verschiedene Gesetze berieten.
1813 war er Mitglied des Ausschusses zur Organisation der Landwehr im Niederbarnimschen Kreis und schoss hierbei 3.000 Reichstaler vor, dazu stellte er Garantien für zu beschaffende Bekleidung und Ausrüstung, sodass die Landwehr frühzeitig in den Kampf geführt werden konnte.
1820 wurde er 2. Mitglied der Hauptverwaltung für das gesamte Staatsschuldenwesen; kurz darauf wurde seinem Antrag stattgegeben, die Stelle aufgrund seines hohen Alters und des Umfangs seiner Geschäfte als Landrat ablehnen zu dürfen.
1824 erfolgte seine Wahl durch die Stände des Niederbarnimschen Kreises zum Landtagsdeputierten für die Mark Brandenburg gewählt.
Er war Domherr von Merseburg und später Halberstadt.

## Ehrungen und Auszeichnungen
- Roter Adlerorden – Am 18. Januar 1810 wurde Albrecht Wilhelm von Pannwitz mit dem Roten Adlerorden III. Klasse und 1817 der II. Klasse ausgezeichnet.
- Eisernes Kreuz am weißen Bande – 1816 wurde ihm das Eiserne Kreuz II. Klasse am weißen Bande verliehen.
- Nach ihm wurde die Pannwitzstraße in Berlin benannt.[6]